# Accidentalitat de la dona - Violència
Accidentalitat de la dona - Violència és una de les obres primerenques de Remedios Varo (Anglès, 1908-Ciutat de Mèxic, 1963), feta entre els anys 1932-1936. Com a temàtica principal ens presenta una al·legoria, d'estil surrealista i seguint la tècnica d'oli sobre cartró. Actualment, es troba exposada dins la col·lecció del Museu Nacional d'Art de Catalunya de Barcelona, gràcies a la donació de la Maria Rosa Fernández Palau i el seu marit Jaume Cassanyes l'any 2016.

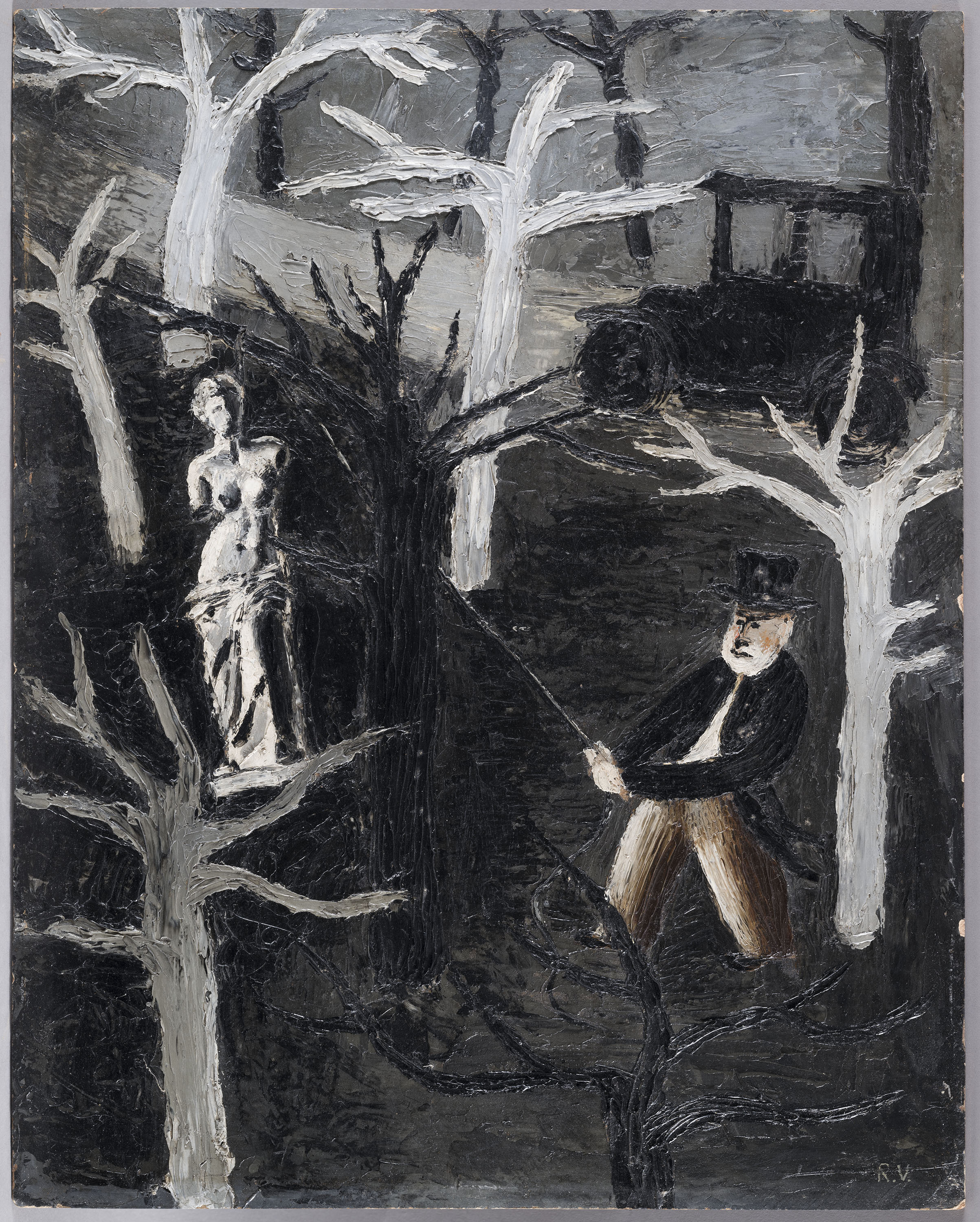
Any: 1932-1936 Autora: Remedios Varo Tècnica: oli sobre cartró Estil: surrealisme Mesures: 41 x 33 cm. Localització: Museu Nacional d'Art de Catalunya

## Descripció formal de l'obra
D’esquerra a dreta, en primer terme, veiem una escultura d’estil hel·lenístic que, pels seus atributs físics, com serien els pits, inferim que es tracta d’un cos del gènere femení. És una escultura en contraposto, seminua, ja que vesteix una tela que només cobreix la part inferior del seu cos, cobrint les seves parts íntimes i les cames. En afegiment, a l’escultura li falten els dos braços, fet que, ens podria remetre a l'escultura d'època hel·lenística coneguda com a Venus de Milo (3r quart del s. II a. C.) de l’escultor Alexandre d’Antioquia. Seguidament, veiem com l’escultura es veu envoltada per tot un seguit d’arbres que envolten tota la composició, l’escultura està situada enmig d’un bosc. Si passem a la banda dreta de la pintura, veiem la figura d’un altre personatge, el qual inferim que es tracta d’un home vestit d’època i barret de copa, per tant, podem constatar que es tracta d’un home que podria formar part de la burgesia del moment. Aquest home sosté amb les seves dues mans un fuet negre el qual el dirigeix contra l’escultura, com si estigués exercint una violència en contra d’aquesta, tal com el nom de la pintura ens indicaria. L’home també està situat dins d’aquest bosc. Al fons de la composició, inferim un camí pel qual circula un cotxe negre de l’època, podem intuir que porta els fanals de davant encesos per una certa lluminositat, i que sembla que es trobi en moviment circulant, aliè a l’escena que succeeix enmig del bosc.
Generalment, tota la composició és plantejada amb colors freds, tenint el protagonisme dels tons grisos, negres i blancs, aquests, quedant en contrast amb els pantalons marrons de l’home, aporten un cert to càlid, juntament amb l’efecte de lluminositat que semblen aportar els fanals de cotxe que circula pel camí. Amb relació a les textures, veiem que tota la pintura queda caracteritzada per la textura de l’oli sobre el cartró, configurant una gran presència de la matèria i les textures amb els colors, donant a la vegada una certa profunditat a les formes. En aquest cas, per tant, podríem dir que hi ha un predomini del color per damunt la forma.
Per afegir, inferim una inscripció a la zona inferior dreta de la composició que ens diu: "R. V.", unes inicials que identifiquem com a abreviatura de la firma de l'autora, Remedios Varo.

## Identificació de la temàtica
L'element principal dins la composició és l'escultura que ens remet a la Venus de Milo (3r quart del s. II a. C.) d'Alexandre d'Antioquia, la qual inferim que seria la representació del cos de la dona o de l'ideal de la feminitat. Tal com el títol de l'obra ens indica, Accidentalitat de la dona - Violència, s'afegeix aquest caràcter de "violència" que és representat per l'home que sosté un fuet amb el qual s'està dirigint a l'escultura, és a dir, a la representació del cos de la dona.
Si tenim presents les temàtiques que Remedios Varo normalment representava dins les seves obres, sabem que tenia un component personal i autobiogràfic que intentava sempre plasmar en les seves obres pictòriques, juntament també amb la representació de la violència dins la vida quotidiana, i, concretament, cap al cos de la dona, una violència que ella mateixa havia experimentat en primera persona. La pintora, sobretot dins la pintura que havia fet durant la seva etapa a Europa, havia manifestat que, la dona era la que patia més violència, i, tenint en compte que, la representació de la violència dirigida a la dona era una de les temàtiques predilectes dels pintors surrealistes, ella va decidir donar importància a la víctima que era el cos femení, donant visibilitat al resultat negatiu que té la violència dins la vida de la dona. Amb això, podríem afirmar que, dins d'aquesta obra s'estaria representant la violència sistemàtica que rep el cos de la dona per part del sistema patriarcal. Al mateix temps, durant l'estiu del 1935 que ella es troba a Barcelona, la tensió política anava en augment, i, com a resultat, la violència també, ja que tot apuntava que la Guerra Civil era imminent. Aquesta violència bèl·lica també podria ser aquí recollida i redirigida cap al cos de la dona.
En afegiment, la temàtica autobiogràfica no només la veiem aquí encarnada a partir del cos femení que experimenta violència patriarcal, com la va experimentar ella, sinó que també la veiem representada a través del cotxe que es troba circulant, ja que estaria relacionat íntimament amb la seva infància i el seu pare, el qual era enginyer especialitzat en obres hidràuliques, i la seva professió havia fet que, tota la família hagués de viatjar per tot Espanya i el nord d'Àfrica. Per tant, la representació dels vehicles s'hi podria relacionar amb aquest record del viatge.

## Història de l'obra
Tot i que la data de creació de la pintura és dubtosa, se sap que giraria al voltant del 1932-1936, ja que hi ha constància de què l’obra va ser exhibida per primera vegada dins d’una exposició col·lectiva, amb motiu de la visita de Paul Éluard, patrocinada per ADLAN (Amics de les Arts Nous), un col·lectiu fundat a Barcelona que tenia com a objectiu fomentar la literatura i l'art d’avantguarda i, d’aquesta manera, donar a conèixer als artistes del moment. L’exposició va ser organitzada pel Grup Logicofobista, fundats el 1932, un grup que s'interessava per l’esperit creador de l’home, les arts primitives i altres formes d’avantguarda. Aquesta exposició va tenir lloc el maig de 1936 a la Glorieta de Catalònia, una llibreria-galeria d’art d’avantguarda de Barcelona. Aquí l’artista va exposar tres obres: Lecciones de costura, La pierna liberadora de las amebas gigantes, i Accidentalidad de la mujer-violencia. Amb motiu de la constància existent de què va ser una de les obres exposades dins d’aquesta exposició del maig del 1936, ens certifica que, Remedios Varo hauria fet aquesta obra abans de 1936 o el mateix any mentre encara es trobava a Barcelona.

### Donació al MNAC
Després d’aquesta exposició del 1936 l’obra “desapareix” i no hi ha més constància del seu registre, ni la podem trobar documentada a cap catàleg raonat de l’artista. Però, l’any 2016 Accidentalitat de la dona – Violència és adquirida pel MNAC juntament amb la donació, compra, llegat, dipòsit, entre d'altres, d'altres obres que entren al mateix moment, d’artistes com Àngels Planells, Joaquim Mir, Joan Ponç, etc. A més a més, si recuperem notícies d’aquesta incorporació de la peça dins del MNAC, sabem que, l’any 2016 el MNAC va ser un dels museus més beneficiats principalment per les adquisicions de la Generalitat, superant els 1,5 milions d’euros, amb l’ingrés de 117 d’obres noves, però, les obres d’Àngels Planells (La dona impúdica) i la de Remedios Varo (Accidentalitat de la dona – Violència), van ser ingressades a través de la donació del seu anterior amo. Aquesta donació, tal com ens diu el MNAC, correspondria a la Maria Rosa Fernández Palau i el seu marit Jaume Cassanyes, els quals haurien tingut l’obra a casa seva durant tota la vida. Així com exposa la Maria Rosa, va decidir fer la donació al MNAC per a complir la voluntat del seu morir, el qual havia mort feia qüestió d’un any, tal com afegeix en una entrevista: «Ell sempre deia que el millor lloc per a aquestes obres era el museu. No tenim fills i a tots dos ens preocupava que caiguessin en mans estranyes». Hem de tenir present que, Jaume Cassanyes era fill de Magí Cassanyes, un dels promotors del Grup dels Logicofobistes i de la mostra logicofobista que va tenir lloc dins la Llibreria-Galeria Glorieta Catalònia de Barcelona el maig de 1936. En afegiment, Magí també va ser membre de l'ADLAN, i en motiu de ser un dels promotors del grup, juntament amb un altre membre, Viola Gamón, van redactar el Manifest Logicofobista, amb la voluntat de formar un grup que fos una nova generació de surrealistes que anés més enllà de Joan Miró, Salvador Dalí, entre d'altres, i també, afegir una implicació social al surrealisme.
Amb això, i tenint en compte la cronologia, podríem afirmar que Magí Cassanyes, crític d’art i pare de Jaume Cassanyes, hauria obtingut l’obra de Remedios arran de l’exposició logicofobista que ell mateix va organitzar, d’aquesta manera, Jaume Cassanyes, hauria heretat la pintura fins a morir l’any 2015. Des que la va obtenir el seu pare, certificaria que l’obra hagués caigut en “l’oblit” perquè gran part del temps l’ha passat formant part d’un col·leccionista privat i ningú ha tingut constància del seu rastre fins al dia de la donació al MNAC.